# Bracon pliginskii
Bracon pliginskii är en stekelart som beskrevs av Telenga 1936. Bracon pliginskii ingår i släktet Bracon och familjen bracksteklar. Inga underarter finns listade.